# Charles Woeste

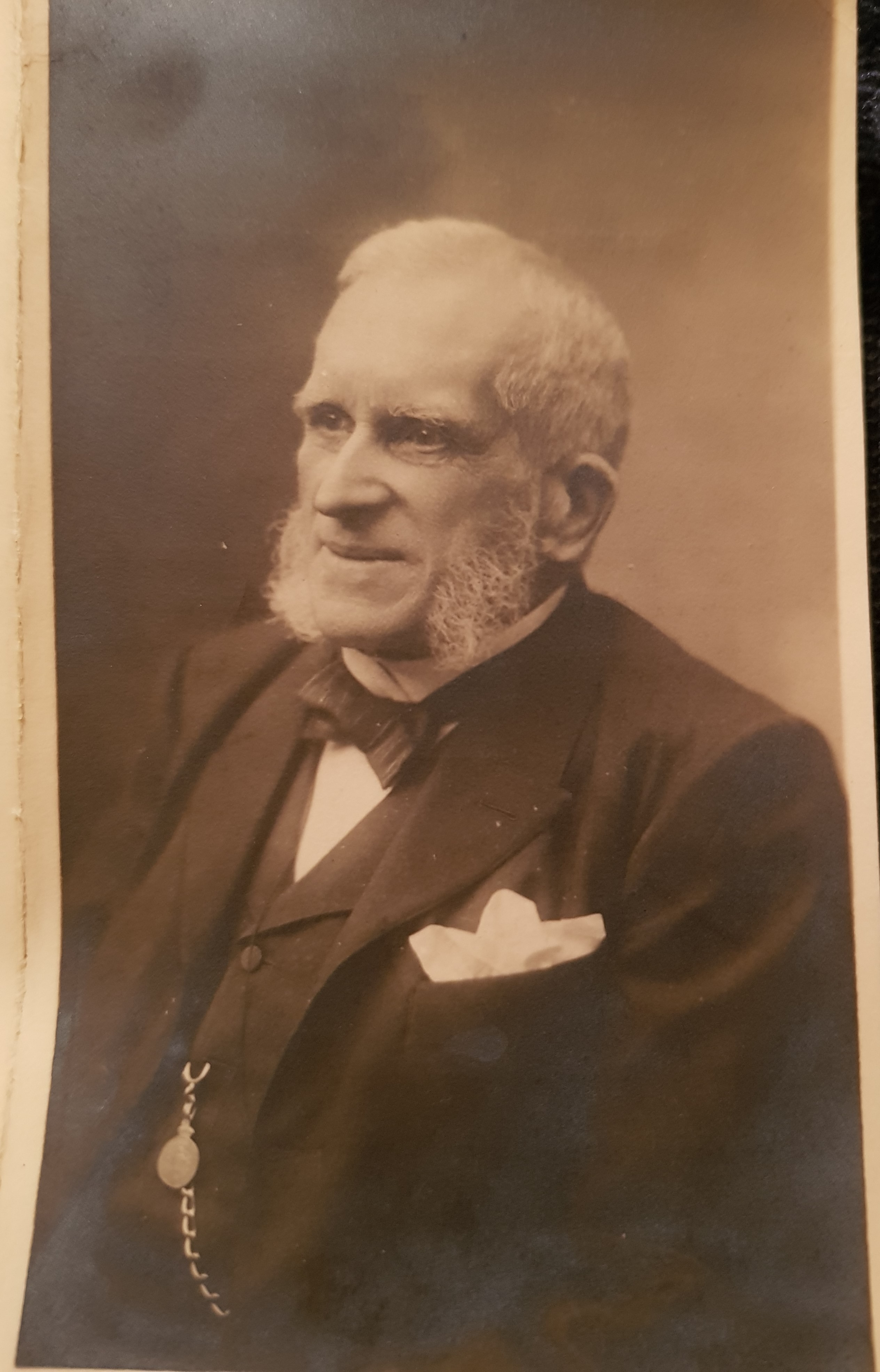
Charles Woeste

Charles Frédéric Auguste Graf Woeste (* 26. Februar 1837 in Brüssel; † 5. April 1922 ebenda) war ein belgischer Anwalt und Politiker.

## Familie
Charles Woeste stammte aus der preußischen Familie Woeste und wurde am 15. Januar 1841 in Belgien eingebürgert. Er war der Sohn aus der Ehe von Edouard Woeste, gebürtig aus dem rheinischen Elberfeld, und Constance Vauthier aus Lothringen. Edouard Woeste war preußischer Konsul von 1843 bis 1853. 1855 konvertierte der Protestant mit Hilfe seiner Mutter zum Katholizismus. Am 4. Januar 1866 heiratete er Marie Greindl, Tochter des Generalleutnants Léonard Graf Greindl, der Kriegsminister im Kabinett De Decker von 1855 gewesen war.

## Leben
Charles Woeste studierte Jura im Royal Athenaeum in Brüssel. 1858 wurde er an der Université Libre de Bruxelles zum Doktor der Rechtswissenschaften promoviert. Er war anschließend als Anwalt in der Anwaltskammer von Brüssel tätig. Er war Dekan des Kollegiums der Rechtsanwälte des Kassationshofs.
1869 gründete er die Katholische Partei (Katholieke Partij), den Verbond van Katholieke Kringen, die 1921 in die Katholieke Unie van arbeiders, burgers, middenstanders en landbouwers umbenannt wurde und nach 1945 in der Christen-Democratisch en Vlaams aufging. Er war langjähriges Mitglied des belgischen Parlaments für den Bezirk Aalst. Er wurde unter anderen 1884 belgischer Justizminister und 1891 Staatsminister.
Woeste erhielt mehrere nationale und internationale Auszeichnungen, darunter das Großkreuz des Leopoldsordens (Grootkruis in de Leopoldsorde), den belgischen Verdienstorden 1. Klasse (Burgerlijk Kruis 1ste Klasse),  den Christusorden und den päpstlichen Gregoriusorden sowie den Pro Ecclesia et Pontifice. Woest ist Namensgeber der Avenue Charles Woeste in Brüssel. 
Er war Mitglied des Ritterordens vom Heiligen Grab zu Jerusalem. Er war Ehrenmitglied der katholischen Studentenverbindung KAV Lovania Löwen.